# Захаров, Митрофан Кузьмич
Митрофан Кузьмич Захаров (1916—1944) — капитан Рабоче-крестьянской Красной Армии, участник Великой Отечественной войны, Герой Советского Союза (1944).

## Биография
Митрофан Захаров родился 16 ноября 1916 года в селе Паново (Нижегородская область). В 1937 году он был призван на службу в Рабоче-крестьянскую Красную Армию. Окончил военное авиационное училище.
С 13 июля 1942 года — на фронтах Великой Отечественной войны. Принимал участие в боях на Сталинградском, Южном, 4-м и 1-м Украинском фронтах. Участвовал в Сталинградской битве, освобождении Крыма, Украинской ССР и Польши.
25 сентября 1942 года получил лёгкое ранение.
28 сентября 1942 года награждён «Орденом Красного Знамени».
17 июня 1943 года награждён «Орденом Ленина».
К лету 1944 года капитан Митрофан Захаров был помощником по воздушно-стрелковой службе командира 807-го штурмового авиаполка 206-й штурмовой авиационной дивизии 7-го штурмового авиационного корпуса 8-й воздушной армии 4-го Украинского фронта. К моменту представления его к званию Героя Советского Союза он совершил 110 боевых вылетов на штурмовку скоплений боевой техники и живой силы противника, его важных объектов.
Указом Президиума Верховного Совета СССР от 2 августа 1944 года капитан Митрофан Захаров был удостоен высокого звания Героя Советского Союза с вручением ордена Ленина и медали «Золотая Звезда».
10 октября 1944 года Захаров погиб в бою.